# Billusha
Billusha (albanisch auch Billushë, serbisch Билуша Biluša) ist eine Ortschaft im Südwesten Kosovos und gehört zur Gemeinde Prizren.

## Geografie
Das im Südwesten Kosovos gelegene Billusha befindet sich rund zehn Kilometer östlich der Grenze zu Albanien und rund drei Kilometer westlich von Prizren. Benachbarte Ortschaften sind nördlich Poslishta und östlich Hoça e Qytetit und Jeshkova. Die Nationalstraße M-25 und die Autostrada R 7 verlaufen etwas nördlich der Ortschaft.

### Klima
In Billusha herrscht gemäßigtes kontinentales Klima mit einer Jahresdurchschnittstemperatur von 11 °C und einer Jahresniederschlagssumme von knapp 900 mm.
|                        | Jan  | Feb  | Mär  | Apr  | Mai  | Jun  | Jul  | Aug  | Sep  | Okt  | Nov | Dez  |   |      |
| Mittl. Temperatur (°C) | 0    | 2,4  | 6,5  | 10,7 | 15,5 | 19   | 21,1 | 21   | 17,4 | 11,9 | 6,1 | 1,6  | ⌀ | 11,1 |
| Mittl. Tagesmax. (°C)  | 3,2  | 5,9  | 11,1 | 15,8 | 21,3 | 24,9 | 27,4 | 27,5 | 23,6 | 16,9 | 9,5 | 4,5  | ⌀ | 16   |
| Mittl. Tagesmin. (°C)  | −3,1 | −1,1 | 1,9  | 5,7  | 9,8  | 13,2 | 14,9 | 14,6 | 11,3 | 7    | 2,7 | −1,3 | ⌀ | 6,3  |
|                        |      |      |      |      |      |      |      |      |      |      |     |      |   |      |
| Niederschlag (mm)      | 80   | 71   | 71   | 71   | 81   | 56   | 50   | 48   | 67   | 84   | 105 | 95   | Σ | 879  |

| −3,1 |

| −1,1 |

| 1,9 |

| 5,7 |

| 9,8 |

| 13,2 |

| 14,9 |

| 14,6 |

| 11,3 |

| 7 |

| 2,7 |

| −1,3 |

| −3,1 |

| −1,1 |

| 1,9 |

| 5,7 |

| 9,8 |

| 13,2 |

| 14,9 |

| 14,6 |

| 11,3 |

| 7 |

| 2,7 |

| −1,3 |

## Geschichte
Nach der Eroberung Kosovos durch das Königreich Serbien während des Ersten Balkankrieges 1912 richtete die serbische Regierung eine Militärverwaltung vor Ort ein, wobei Billusha Teil der neu geschaffenen Gemeinde Hoča Zagradska (heute Hoça e Qytetit) wurde. Bei einer 1919 durchgeführten Volkszählung wurden in Billusha 104 Häuser mit insgesamt 574 – ausschließlich albanischen – Einwohnern erfasst.

## Bevölkerung
| Volkszählung | 1919 | 1948 | 1953 | 1961 | 1971 | 1981 | 1991 | 2011 |
| ------------ | ---- | ---- | ---- | ---- | ---- | ---- | ---- | ---- |
| Einwohner    | 574  | 664  | 728  | 804  | 1002 | 1241 | 1363 | 1495 |

Die Volkszählung aus dem Jahr 2011 ergab für Billusha eine Einwohnerzahl von 1495. Davon bezeichneten sich 1490 (99,67 %) als Albaner, zwei als Bosniaken und drei Personen gaben keine Antwort bezüglich ihrer Nationalität.

### Religion
2011 bekannten sich von den 1495 Einwohnern 1492 zum Islam und drei Personen gaben keine Antwort bezüglich ihres Glaubens.